# Controllo vincolato
Nell'ambito dei controlli automatici, per controllo vincolato si intende un classico problema di controllo di un sistema al quale si aggiungono però alcuni vincoli da far rispettare.
In pratica si vuole imporre che alcune grandezze (alle quali vengono in genere associate delle variabili) non siano libere di assumere valori qualsiasi, ma siano costrette ad attenersi all'interno di intervalli precisi.
La fase di sintesi consiste dunque nel progettare un sistema di controllo che stabilizzi il sistema in accordo con le specifiche statiche e dinamiche e che garantisca inoltre il soddisfacimento di tutti i vincoli durante l'intero transitorio.
Esistono diversi approcci per la risoluzioni di questo tipo di problema, come ad esempio il Model Predictive Control o il Gestore del riferimento.